# Хіраясумі
Хіраясумі (яп. ひらやすみ, Hirayasumi) — серія манґи, написана та проілюстрована Кейґо Шіндзо. З квітня 2021 року серіал публікується у журналі Weekly Big Comic Spirits видавництва Shogakukan. В Україні публікується видавництвом Nasha idea. Прем'єра телевізійної драми запланована на телеканалі NHK General TV у 4 кварталі 2025 року, а також анонсована аніме-адаптація виробництва студії Production +h. 

## Сюжет
29-річний Хірото Ікута проводить свої дні, працюючи на підробітках і спілкуючись з місцевими жителями. Найбільше йому подобається відвідувати Ханае Ваду, сварливу, але добру літню жінку, яку Хірото називає «бабусею». Час, проведений Хірото з бабусею, на жаль, обривається, коли вона помирає від серцевого нападу. На свій подив, Хірото успадковує будинок бабусі, оскільки вона ніколи не одружувалась і не мала дітей. Три місяці потому 18-річна Нацумі Кобаяші переїжджає з рідного міста, щоб навчатися в художній школі. Не маючи куди йти, вона зупиняється у свого двоюрідного брата Хірото, якого не бачила багато років. Попри протилежні характери, вони починають жити під одним дахом, борючись за своє, здавалося б, буденне життя.

## Медіа

### Манґа
Манґа почала публікацію 26 квітня 2021 року в журналі Weekly Big Comic Spirits видавництва Shogakukan. У жовтні 2023 року Шіндзо заявив, що манґа піде на перерву до 2024 року, пояснивши, що він не захворів, але йому потрібно більше часу, щоб «намалювати манґу в задовільний спосіб, який не залишить жалю», додавши, що він все одно буде малювати майже щодня до її повернення. Публікацію було відновлено 6 січня 2024 року. Перший том манґи вийшов 10 вересня 2021 року. Станом на 28 листопада 2024 року вийшло вісім томів. 
В Україні ліцензію на випуск манґи має видавництво Nasha idea.

### Драма
У липні 2025 року було оголошено, що прем'єра 15-хвилинної телевізійної драми відбудеться в програмному блоці Yoru Dra (Вечірня драма) на телеканалі NHK General TV у четвертому кварталі того ж року.

### Аніме
У липні 2025 року було оголошено про аніме-адаптацію, яка буде спільним виробництвом Viz Media та Shogakukan-Shueisha Productions, а анімацією займатиметься студія Production h.

## Сприйняття
Серіал посів третє місце в рейтингу «Найкраща манґа 2022 року Kono Manga wo Yome!» журналу Freestyle. Він посів шосте місце в рейтингу рекомендованих коміксів Publisher Comics 2022 року. Разом із Nabe ni Dangan wo Ukenagara, серіал посів вісімнадцяте місце у списку найкращої манґи для читачів чоловічої статі Kono Manga ga Sugoi! видавництва Takarajimasha за 2023 рік. Посів 24 місце в списку «Книга року» 2023 журналу Da Vinci.
Манґа отримала нагороду Bros. Comic Award 2021 від журналу TV Bros Tokyo News Services. Була номінована на 15-й конкурс Manga Taishō у 2022 році та посіла третє місце з 66 балами; була номінована на 17-й конкурс у 2024 році та посіла дев’яте місце з 49 балами. Вона також була номінована на 27-му Культурну премію Тедзуки Осаму в 2023 році.
Серіал отримав позитивні коментарі від художників манґи, зокрема Ініо Асано, Масакадзу Ісігуро, Місакі Такамацу, Ретто Таджіма, Таййо Мацумото та Яма Ваяма.